# كورنيليوس ريان
كورنيليوس ريان (بالإنجليزية: Cornelius Ryan )‏ (و. 1920 – 1974 م) هو صحفي، وروائي، وكاتب، وكاتب سيناريو، وأستاذ جامعي، من جمهورية أيرلندا، ولد في دبلن، توفي في نيويورك، عن عمر يناهز 54 عاماً، بسبب سرطان البروستاتا.

## جوائز
حصل على جوائز منها:
- وسام جوقة الشرف.

## وصلات خارجية
- كورنيليوس ريان على موقع IMDb (الإنجليزية)
- كورنيليوس ريان على موقع مونزينجر (الألمانية)
- كورنيليوس ريان على موقع ألو سيني (الفرنسية)
- كورنيليوس ريان على موقع ميوزك برينز (الإنجليزية)
- كورنيليوس ريان على موقع أول موفي (الإنجليزية)
- كورنيليوس ريان على موقع قاعدة بيانات الأفلام السويدية (السويدية)
- كورنيليوس ريان على موقع قاعدة بيانات الفيلم (الإنجليزية)
- كورنيليوس ريان على موقع كينوبويسك (الروسية)